# Национальная разведывательная служба (Республика Корея)
Национальная разведывательная служба (NIS) (кор. 국가정보원) — главная спецслужба Республики Корея, ведущая деятельность в сфере разведки и контрразведки.

## Функции и правовой статус
NIS осуществляет свою деятельность в соответствии со статьей 15 Закона о правительственных учреждениях Республики Корея (англ. Governement Organisation Act).
Официально сформулированная миссия агентства заключается в следующем:
- Сбор, координация и распространение информации о стратегии и безопасности страны.
- Защита документов, материалов и объектов, связанных с секретной информацией страны.
- Расследование преступлений в сфере национальной безопасности, подпадающих под действие таких законов, как «Закон о защите военной тайны», «Закон о национальной безопасности».
- Расследование преступлений, связанных со служебной деятельностью персонала агентства.
- Планирование и координация работ по засекречиванию информации[2].

## Организационная структура
NIS возглавляет Директор, который подчиняется непосредственно президенту страны. Организационная структура NIS на ноябрь 2012 года включает следующие подразделения:
- 1-й департамент — сбор, обработка и распространение информации как внутри Республики Корея, так и за её пределами в целях противодействия коммунизму, антиправительственным действиям, шпионажу, терроризму и международной организованной преступности;
- 2-й департамент — защита секретных документов, материалов, высокотехнологичных разработок и закрытых районов;
- 3-й департамент — проведение расследований преступлений, подпадающих под действие «Закона о защите военной тайны», «Закона о национальной безопасности».
- 4-й департамент — расследование преступлений, связанных со служебной деятельностью персонала агентства.
- 5-й департамент — планирование и координация работ в сфере разведки и безопасности[1].

## История
Агентство было создано 13 июня 1961 года как Корейское центральное разведывательное управление (КЦРУ) под непосредственным руководством Верховного Совета Национальной перестройки сразу после военного переворота 16 мая 1961 года, возглавлявшегося Пак Чон Хи. Основной функцией КЦРУ была борьба с северокорейской агентурой и внутренней оппозицией.
В 1981 году было переименовано в Агентство по планированию национальной безопасности (АПНБ), а в 1999 году АПНБ было переименовано в Национальную разведывательную службу.